# José San Román
José San Román (San Martín (Mendoza), 17 augustus 1988) is een Argentijns profvoetballer die als rechtsback speelt.

## Clubcarrière
San Román debuteerde in 2006 voor River Plate en brak van 2007 tot 2010 door bij Tigre waarmee hij tweede werd in de Apertura van de Primera División 2007/08 en 2008/09. Bij San Lorenzo de Almagro (2010-2012) en het tweede team van het Spaanse Real Zaragoza (2012) was hij weinig succesvol. Bij Godoy Cruz (2012-2014) kwam hij weer meer aan spelen toen en vervolgens kwam San Román uit voor Arsenal de Sarandí (2014-2015) en Huracán (2015-2016). Met Huracán verloor hij de finale van de Copa Sudamericana 2015 na penalty's van het Colombiaanse Independiente Santa Fe. Op 5 juli 2016 tekende San Román een tweejarig contract bij ADO Den Haag in Nederland. Hiervoor kwam hij in zes maanden twaalf competitiewedstrijden in actie. San Román keerde in januari 2017 terug naar Argentinië en tekende daar een contract tot medio 2018 bij Newell's Old Boys.